# Lambert Beauduin

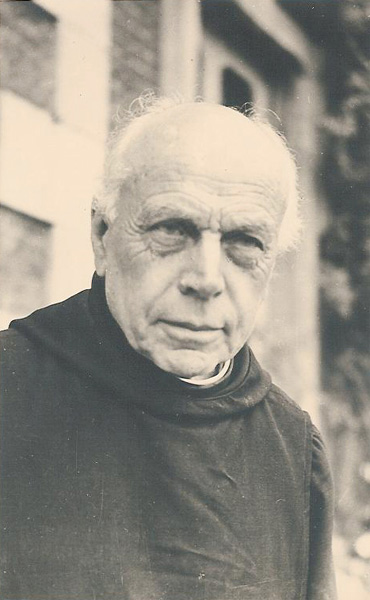
Lambert Beauduin

Lambert Beauduin (Roost-Krenwik, 4 augustus 1873 - abdij van Chevetogne, 11 januari 1960) was een Belgisch benedictijn. 

## Levensloop
Gevolg gevend aan het  motu proprio Tra le sollecitudini van 22 november 1903 van paus Pius X legde hij op 23 september 1909 tijdens het Nationaal Congres van de Katholieke Werken te Mechelen de feitelijke grondslag voor de Liturgische Beweging. Een beweging die uiteindelijk leidde tot de liturgische hervormingen binnen de Rooms-katholieke Kerk tijdens het Tweede Vaticaans Concilie. Daarnaast toonde hij zich ook een pionier van de oecumenische beweging binnen de katholieke kerk door op 25 november 1925 het "Klooster van de Eenheid" te stichten in het Belgische Amay-sur-Meuse. Dit klooster werd in 1939 verplaatst naar Chevetogne, waaraan het huidige klooster van Chevetogne zijn naam ontleent.

## Korte biografie
- 1873 - Geboren als Octave Beauduin
- 1897 - Diocesaan priester van het bisdom Luik
- 1899 - Priester bij de Aalmoezeniers van de Arbeid
- 1906 - Monnik in de benedictijnse abdij van Keizersberg in Leuven onder de kloosternaam Lambert
- 1909 - Lancering van de liturgische beweging
- 1914-1917 - Verzetsactiviteiten onder de schuilnaam Oscar Fraipont en raadgever van kardinaal Mercier
- 1917-1919 - Ontvlucht België en wordt subprior in Edermine (Ierland)
- 1921 - Professor in Rome
- 1925 - Oprichting van het "Klooster van de Eenheid" in Amay-sur-Meuse en organisatie van de oecumenische beweging
- 1928 - Ontslagen uit zijn functie van prior
- 1931 - Uitgesloten van de werkzaamheden van de oecumenische beweging
- 1932-1951 - Verbannen naar: En-Calcat (1932), Cormeilles-en-Parisis (1934), Chalivoy (1938), Chatou (1939); actieve rol als schrijver, prediker, inspirator
- 1951 - Gast in de abdij van Chevetogne.

## Publicaties

### Liturgie
- La Piété de l’Église, Principes et faits, Leuven-Maredsous, 1914.
- Essai de manuel fondamental de liturgie, in: Les Questions liturgiques, T. 3, 1912-1913, T. 4, 1913-1914, T. 5, 1920, T. 6, 1921.
- Normes pratiques pour les réformes liturgiques, in: La Maison-Dieu, 1945.
- La Messe, sacrifice de louange, in: La Messe et sa catéchèse, Paris, Cerf, 1947.
- La Liturgie: Définition - Hiérarchie - Tradition, in: Les Questions liturgiques et paroissiales, T. 29, 1948.

### Oecumene
- Une Œuvre Monastique pour l’Union des Églises, Keizersberg, [1925].
- De quoi s’agit-il?, in: Irénikon, T. 1, 1926.
- Dans quel esprit nous voudrions travailler, in: Irénikon, t. 1, 1926.
- Le vrai travail pour l’Union, in: Irénikon, T. 3, 1927.
- Notre travail pour l’Union, in: Irénikon, T. 7, 1930.
- L’unité de l’Église et le Concile du Vatican, in: L. BEAUDUIN, A. CHAVASSE, P. MICHALON, M. VILLAIN, Église et Unité. Réflexions sur quelques aspects fondamentaux de l’Unité chrétienne, (Ad unitatem, 5), Rijsel, 1948.
- Jubilé du Monastère de l’Union (1925-1950), in: Irénikon, T. 23, 1950, en T. 24, 1951.

### Spiritualiteit
- Notes sur l’ascèse, in: Revue Catholique des Idées et des Faits, 1932.
- La liturgie, source de vie spirituelle, in: La Vie Spirituelle, T. 71, 1944.

### Geschiedenis
- Le cardinal Mercier et ses suffragants en 1914, in: Revue générale belge, 1953.

### Algemeen
- Liste des œuvres publiées et des œuvres inédites de Dom Lambert Beauduin, in: Raymond LOONBEEK & Jacques MORTIAU, Un pionnier, Dom Lambert Beauduin (1873-1960). Liturgie et Unité des chrétiens, Louvain-la-Neuve, Chevetogne, 2001, Met opgave van archieffondsen betreffende dom Lambert Beauduin.